# Wild Cowboys II
Albums de Sadat X
Brand New Bein'
(2009) No Features
(2011)
Wild Cowboys II est le sixième album studio de Sadat X, sorti le 23 février 2010.

## Liste des titres
| No  | Titre                                                                     | Contient un (des) sample(s) de | Durée |
| --- | ------------------------------------------------------------------------- | --- | ----- |
| 1.  | Return of the Bang Bang (Produit par Will Tell)                           | Bang, Bang de Nancy Sinatra Theme From Cheers (Where Everybody Knows Your Name) de Gary Portnoy Complete Speech (I Have a Dream) de Martin Luther King Trailor Load a Girls de Shabba Ranks Inaugural Address de John F. Kennedy | 3:37  |
| 2.  | Turn It Up (featuring Pete Rock – Produit par Pete Rock)                  | Three Hoods de Monk Higgins Fantastic Freaks at the Dixie de DJ Grand Wizzard Theodore and The Fantastic Five | 3:55  |
| 3.  | In da Jungle (featuring A.G. – Produit par Diamond D)                     | Give It Up or Turnit a Loose (Remix) de James Brown The Message de Grandmaster Flash and The Furious Five featuring Grandmaster Melle Mel et Duke Bootee                                                                         | 2:48  |
| 4.  | Nuclear Bomb (Produit par Will Tell)                                      | | 2:21  |
| 5.  | Still on Deck (featuring Twan – Produit par DJ Spinna)                    | | 3:15  |
| 6.  | Roll That (featuring Rhymefest – Produit par Grant Parks)                 | | 3:12  |
| 7.  | Wherever (featuring Shabaam Sahdeeq – Produit par Nick Wiz)               | | 3:07  |
| 8.  | Swerv (featuring Swerv – Produit par Will Tell)                           | | 3:11  |
| 9.  | Pray (featuring Kurupt, Umi, M-1 et Sir Jinx – Produit par Sir Jinx)      | | 5:43  |
| 10. | We Kewl (featuring Twan et Sean Black – Produit par Will Tell)            | Danger! She's a Stranger des Five Stairsteps | 3:29  |
| 11. | Knock Me Down (featuring Kim – Produit par Dub Sonata)                    | | 3:19  |
| 12. | Long Years (featuring Grand Puba et Lord Jamar – Produit par Buckwild)    | Nas Is Like de Nas | 4:21  |
| 13. | Bargain with the Devil (featuring Vast Aire – Produit par Thanos)         | | 4:33  |
| 14. | Everybody Know (featuring les Money Boss Players – Produit par Minnesota) | | 2:59  |
| 15. | X and Bill (featuring Ill Bill – Produit par 9th Wonder)                  | | 3:00  |
| 16. | Last Time Out (featuring Twan et Sean Black – Produit par Yuani)          | | 3:30  |